# Bréville, Charente
Bréville är en kommun i departementet Charente i regionen Nouvelle-Aquitaine i västra Frankrike. Kommunen ligger  i kantonen Cognac-Nord som ligger i arrondissementet Cognac. År 2022 hade Bréville 440 invånare.

## Befolkningsutveckling
Antalet invånare i kommunen Bréville
Referens:INSEE